# Naši sousedé Jamadovi
Naši sousedé Jamadovi (japonsky ホーホケキョとなりの山田くん, Hóhokekjo tonari no Jamada-kun) je japonský animovaný film (výtvatným pojetím se však liší od většiny anime), který režíroval Isao Takahata v produkci studia Ghibli. Film vyšel 17. července 1999. Tato rodinná komedie vychází ze stejnojmenné mangy od Hisaičiho Iší. Jedná se o sérii epizodických příběhů ze života obyčejné současné japonské rodiny.
Jde o jeden z mála filmů z produkce studia Ghibli, který nebyl vytvořen ve stylu anime. Isao Takahata chtěl, aby film místo klasického vzhledu animačních fólií budil dojem akvarelové malby. Dosáhl toho použitím výpočetní techniky a Jamadovi se tak stali prvním filmem studia Ghibli, který byl celý vytvořen digitálně.
Pod názvem Naši sousedé Jamadovi byl film v roce 2016 uveden v České televizi. Film je známý je i pod svým anglickým názvem My Neighbors the Yamadas. Slovo Houhokekjó v původním názvu je ekvivalent českého „krá krá“ (viz  - anglicky).